# Tour della nazionale maschile di rugby a 15 della Nuova Zelanda 2002

## Risultati
| Arbitro: | Jonathan Kaplan |

|                         |      |                         |
| Cohen, Moody, Wilkinson | mt   | Howlett, Lee, Lomu (2)  |
| Wilkinson (2)           | tr   | Mehrtens (2), Blair (2) |
| Wilkinson (3)           | c.p. |                         |
| Wilkinson               | drop |                         |

| Arbitro: | Scott Young |

|                |      |               |
| Brusque, Magne | mt   | Meeuws, Umaga |
| Gelez (2)      | tr   | Mehrtens (2)  |
| Gelez (2)      | c.p. | Mehrtens (2)  |

| Arbitro: | William Herring |

|                   |      |                           |
| Robinson, tecnica | mt   | Howlett (2), King, Meeuws |
| S. Jones, Harris  | tr   | Mehrtens (4)              |
| S. Jones          | c.p. | Mehrtens (5)              |